# Shirase (Schiff, 2009)
Die Shirase (AGB-5003) (japanisch しらせ, engl. AGB “SHIRASE” Class 5003) ist ein Eisbrecher der japanischen Meeresselbstverteidigungsstreitkräfte (JMSDF), der de facto Marine Japans. Es ist in das Programm der Japanischen Antarktisforschung integriert.
Das Schiff hat eine Verdrängung von 25.000 t bei einer Abmessung von 138 × 28 × 5,9 m und einem Tiefgang von 9,2 m.
Bei dem Schiff handelt es sich um den vierten Eisbrecher, der in Japan gebaut und für das Land zum Einsatz kam. Das Vorgängerschiff (Shirase, AGB-5002) trug den gleichen Namen. Nach den internen Regeln der JMSDF muss ein Eisbrecher den Namen eines Ortes tragen. Deshalb wurde das Schiff nach dem Shirase-Gletscher benannt, der wiederum den Familiennamen von Nobu Shirase, einem japanischen Antarktikforscher, trägt.

## Expeditionen und Zwischenfälle
Am 10. November 2009 (Japan Standard Time) brach das Schiff zu seiner ersten Expedition auf.
Im Februar 2013 behauptete die Tierschutzorganisation Sea Shepherd Conservation Society, dass die Shirase los geschickt wurde, um die Störaktionen der japanischen Walfangflotte zu überwachen. Laut dem National Institute of Polar Research war das Schiff aber weit von den Walfängern nahe der Shōwa-Station unterwegs.
Am 17. Februar 2014 lief das Schiff in der Nähe der unbewohnten Molodjoschnaja-Station in der Antarktis auf Grund. Da aber nur die äußere Hülle des doppelwandigen Schiffes beschädigt wurde, resultierte daraus keine Gefahr für Mensch und Umwelt.